# Avec Buster Keaton
Pour plus de détails, voir Fiche technique et Distribution.
Avec Buster Keaton (Buster Keaton Rides Again) est un documentaire de 1965 sur le tournage du film The Railrodder (avec Buster Keaton), également tourné en 1965. Bien qu'il ne s'agisse que d'un documentaire de production, ce film est en fait plus long que The Railrodder, qui ne dure que 24 minutes. Les deux films ont été produits par l'Office national du film du Canada.
Avec Buster Keaton montre des extraits de précédents films de Keaton, Butcher Boy (1917), The frozen north (1922), Seven Chances (1925), et le mécano de la Générale (1927). Le film a été réalisé par John Spotton et narré par Michael Kane.

## Fiche technique
- Producteur : Julian Biggs (en)
- Musique : Malca Gillson
- Narration : Albert Millaire